# Csigaforgató
A csigaforgató vagy európai csigaforgató (Haematopus ostralegus) a madarak osztályának lilealakúak (Charadriiformes) rendjébe, ezen belül a csigaforgatófélék (Haematopodidae) családjába tartozó faj.
A Feröer-szigetek nemzeti madara.

## Rendszerezése
A fajt Carl von Linné svéd természettudós írta le 1758-ban.

## Alfajai
- Haematopus ostralegus buturlini Dementiev, 1941
- Haematopus ostralegus longipes Buturlin, 1910
- Haematopus ostralegus osculans Swinhoe, 1871
- Haematopus ostralegus ostralegus Linnaeus, 1758[2]

## Előfordulása
Európában  a tengerpartok mentén, Izlandon és a Brit-szigeteken, Ázsiában a Fekete-tengertől Kínáig, Kamcsatkáig honos. A természetes élőhelye sziklás, homokos és kavicsos tengerpartok, valamint sós mocsarak, szikes tavak, édes vizű folyók és tavak. Vonuló faj.

### Kárpát-medencei előfordulása
Magyarországon ritka vendég, elsősorban április-május és augusztus-szeptember hónapokban.

## Megjelenése
Testhossza 40–45 centiméter, szárnyfesztávolsága 80–86 centiméteres, testtömege pedig 240–276 gramm közötti. Feje, nyaka és háti része fekete, hastájékon fehér. Csőre, szemgyűrűje és lába vörös.
|  |  |

## Életmódja
Költőhelyén parti csigákkal, fövényférgekkel, kagylókkal, tengerisünökkel, apró rákokkal és rovarokkal táplálkozik. A kagylók héját lapított csőrével nyitja fel. Megeszi a vízicsigákat és puhatestűeket is.

## Szaporodása
Talajra, kisebb mélyedésbe rakja kövekkel , levelekkel , fűszálakkal kis kagylóhéjakkal kibélelt fészkét. Fészekalja 2-4 tojásból áll, a második költésekor általában már csak 2 tojást tojik. A fiókák 24-28 nap után kelnek ki a tojásból, a szülők még 4-5 hetes korukig gondoskodnak róluk.
|  |  |  |

## Természetvédelmi helyzete
Az elterjedési területe rendkívül nagy, egyedszáma viszont csökkenő. A Természetvédelmi Világszövetség Vörös listáján mérsékelten fenyegetett fajként szerepel. Magyarországon védett, természetvédelmi értéke 25 000 Ft.